# Japán buddhista művészet

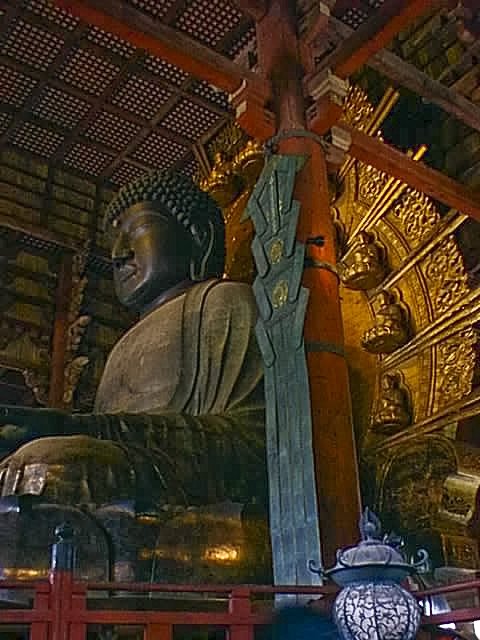
A világ legnagyobb bronzszobraként számontartott narai Nagy Buddha, vagy más néven Daibucu, amely Vairócsanát, azaz a kozmikus Buddhát ábrázolja. A szobornak otthont adó Tódaidzsi templomegyüttes főcsarnokát gyakran emlegetik a világ legnagyobb fából készült épületeként

A japán buddhista művészet fontos szerepet játszott a japán művészet fejlődésében a 6. század és a 16. század között. A Koreai-félszigeten keresztül, Kínából Japánba érkező buddhizmust a 6. században Sótoku herceg, a 8. században pedig Sómu császár támogatta. A korai Heian-korban a buddhista művészet és építészet komoly hatást gyakorolt a hagyományos sintó művészetekre, a buddhista festmények pedig közkedveltté váltak a tehetősebb japán családok körében. A Kamakura-korban virágzott a japán buddhista szobrászat, melynek alapjait a Heian-kor legjelentősebb szobrásza, Dzsócsó fektette le munkásságával. A tömegek körében a buddhista művészet a tekercsfestmények, és egyéb vallási tematikájú festmények elterjedésével lett népszerű.

## Aszuka-kor és Nara-kor
Az Aszuka-korban fokozatosan erősödtek a kínai és a koreai művészeti és vallási hatások, amelyek alakítani kezdték a japán kultúrát. A kínai hatás a Nara-korban különösen erősödött, mivel a japán udvar a kínai mintájára kezdett formálódni, a buddhizmus pedig szabadon terjedt az országban, fokozatosan magába építve a sintó egyes elemeit is.

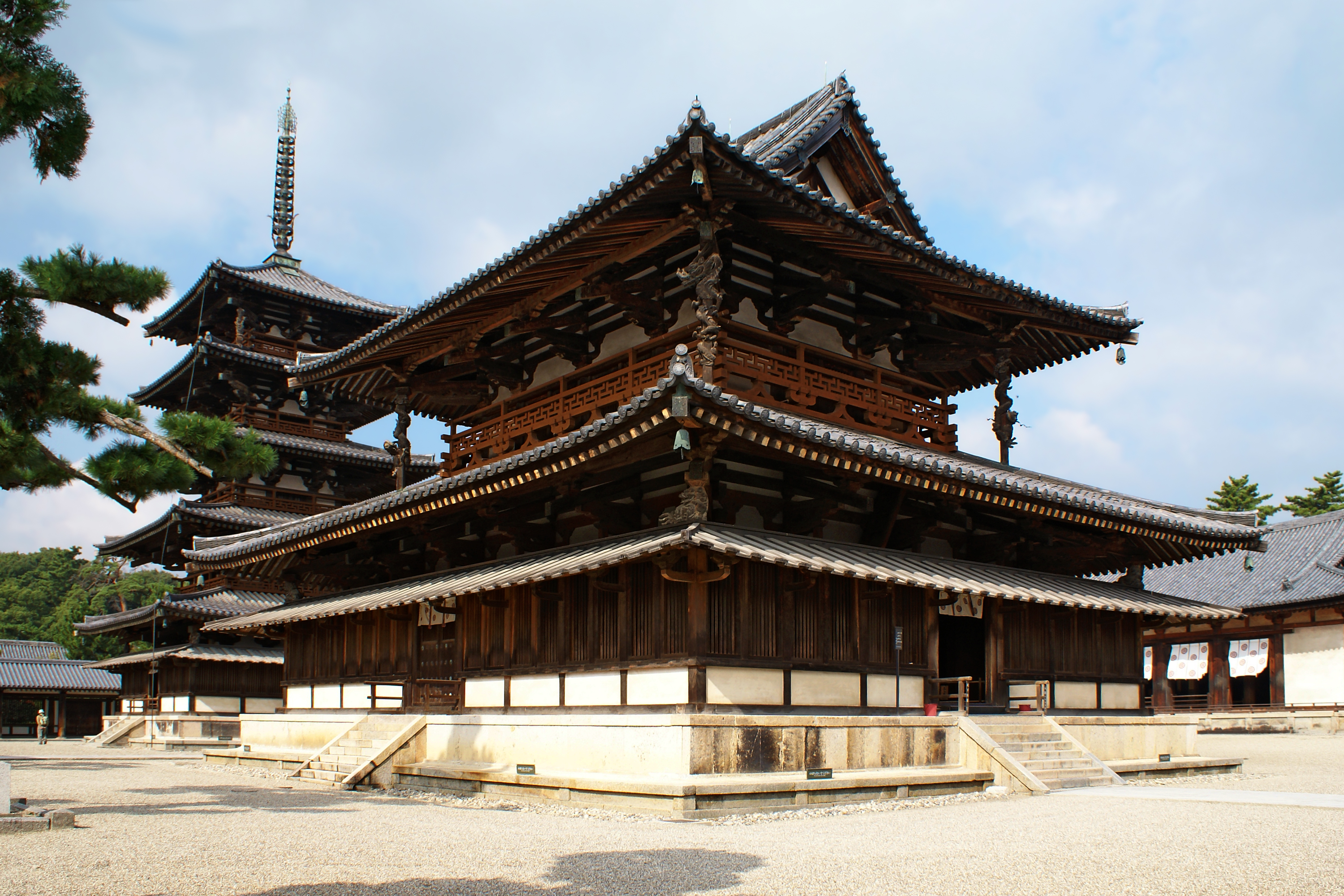
Az ikarugai Hórjúdzsi buddhista templomot a világ legrégebbi faépületei közé sorolják

Egy kínai bevándorló leszármazottja, Tori Bussi szobrászatában az Északi-Vei területére jellemző stílust követte, s megalapította az úgynevezett Tori iskolát a szobrászatban. Eme stílusra példaként a Hórjúdzsi templom aranycsarnokában álló Shaka triád hozható fel, illetve ugyan e templom egy másik csarnokában, a Jumedonóban lévő Guze vagy Kure Kannon szobra, melyek a korszak talán legfontosabb szobrászati emlékei. A 7. század korai szakaszában, Sótoku koronaherceg számára építtetett Hórjúdzsi templom 41 különálló épületből áll. Ezek közül a legfontosabb, az Aranycsarnok, és az ötszintes pagoda. Ez a két épület a fedett folyosókkal körbeölelt nyitott udvar középpontjában emelkedik.
A Shaka triád központi alakja Sákjamuni Buddha, kinek jobbján Bhaisadzsjaguru, más néven a gyógyítás buddhája, balján pedig Amida Buddha foglal helyet. A szobrok elkészülését 623-ra teszik, és a korszak számos szoboremlékéhez hasonlóan, magán viseli a Tori stílus jegyeit, mint például a kétdimenziós alakok, és az ismétlődő mintájú ruhaanyag, amelyen a triád helyet foglal.
A korai Nara-korban fellendülőben volt a kínai hatások lévén a természethű ábrázolás a buddhista művészetben. A Jakusi háromság középső alakja a gyógyító Buddha, mely Nikko és Gakko bódhiszattvák felett ül. A jakusi templomban álló szobor magán hordozza a korabeli kínai és közép-ázsiai szobrászat egyes jellegzetességeit, mint például az alakok anatómiája, a valódi hatású szövetek, és a természetesség.
A 8. században a templomépítés a Tódaidzsi köré koncentrálódott Narában. A tartományi templomhálózat központjaként épült Tódaidzsi a legimpozánsabb vallási komplexum, amelyet a buddhista vallás végett emeltek Japán korai évszázadaiban. A fő Buddha csarnokban kegyelettel őrzött 16.2 méteres Daibucu egy Rushan Buddhaszobor, mely a Buddhaság lényegét fejezi ki, akárcsak a Tódaidzsi, amely a központját jelentette a birodalom által támogatott buddhizmusnak és annak elterjesztésének Japánban. A szobor néhány töredéke csupán, ami ez eredetiből fennmaradt, és a csarnokhoz hasonlóan az Edo-korban restaurálták, ennek köszönhető mostani állapota.
A Nara korban a Ricurjó-rendszer idejében a buddhizmus súlyos szabályozásokon esett át a Sógó (Papi Ügyek Hivatala) végett. Ebben az időszakban a Tódaidzsi központi közigazgatási templomként szolgált a tartományi templomok és Japán hat buddhista iskolája számára.

## Heian-kor
784-ben Kammu császár a buddhista intézmények növekvő hatalma végett fenyegetettséget érzett, így a fővárost Narából Heian-kjóba, azaz a mai Kiotóba helyezte át, mely az elkövetkezendő ezer évben a birodalom fővárosa maradt. A Heian-kor a japán történelem 794-től 1185-ig tartó időszakát jelöli, amely a Kamakura sógunátus megalapításával zárult le a Genpei-háború végeztével. A korszak tovább bontható korai Heian, és 894-től kései Heian, avagy Fudzsivara korra, mely évtől a birodalom hivatalosan megszakította diplomáciai tevékenységét Kínával. Japánban a Heian-korban a buddhizmus két jelentősebb rend, a tendai és a singon tevékenységén keresztül terjedt. Kammu császár maga is a tendai rend követője volt, amely az elkövetkező évszázadokban jelentős hatalomra tett szert. A japán ezoterikus buddhizmusban a rituálék központi szerepe eredményezte a vallási témákat feldolgozó művészeti alkotások virágzását a Heian-korban. Az ilyen tematikával rendelkező festmények, mandalák és szobrok lehetőséget adtak a buddhizmus gyakorlói számára, hogy a valláshoz tartozó entitásokat szemléljék. A Singon Mandalák egyik leghíresebbike a Taizokai mandala. A buddha-természet különböző dimenzióit jelképező 12 zónából áll, közepén a könyörületesség lótuszában helyet foglaló Vairócsana Buddhával, akit más buddhák és bódhiszattvák vesznek körül. A singon rend követői úgy hitték, minden teremtmény vele született Buddha természettel rendelkezik.

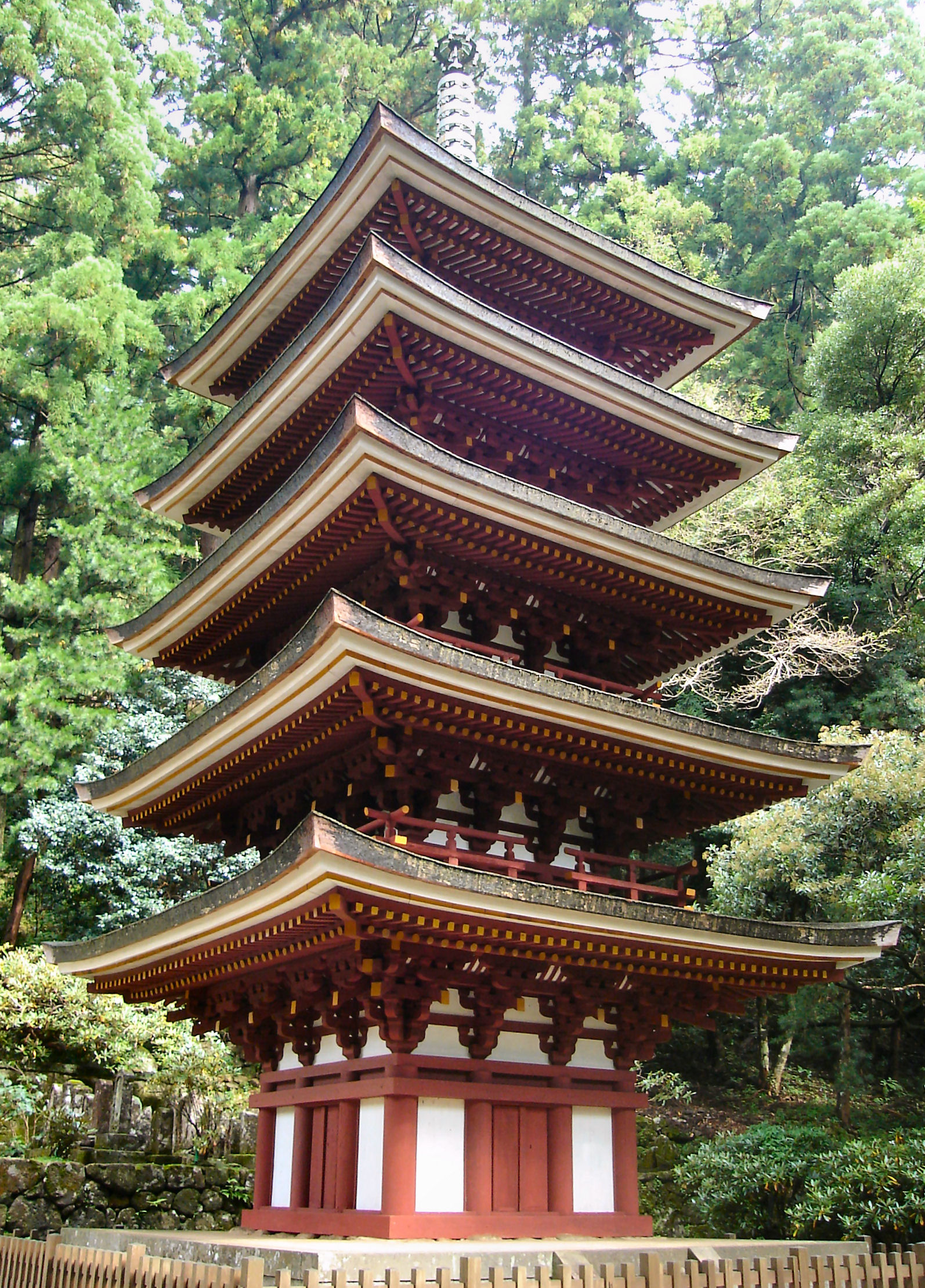
A Muródzsi pagodája

A singon rend a Kii-hegység területére, például a Kója-hegyre építtette templomait, távol az udvartól, és a főváros laikusaitól. Az építészeknek így az építkezés számos elemét újra kellett gondolni, és módosítani a terveket a természeti adottságokat figyelembe véve. Így váltotta fel a ciprusfakéreg tetőket a kerámia tetőcserép, kerültek a földre padlózatként szolgáló deszkák, és alakítottak ki egy külön helyiséget a főszentély előtt a laikusok számára, ahol ők is leróhatták tiszteletüket. A kora Heian-korra jellemző singon templomok jellegzetességei talán a 9. században épült Muródzsi templomnál figyelhetőek meg legjobban.
A Fudzsivara-korban a Tiszta Föld buddhizmus, mely Amida buddha hívőinek körében könnyed megváltást ígért, igen népszerűvé vált. A korszak a Fudzsivara családról kapta nevét, amelynek tagjai régensekként az akkori Japán legnagyobb hatalommal rendelkező személyei voltak. Ezzel egyidejűleg a kiotói nemesség körében kialakult egyfajta odaadás a művészi törekvések iránt. 

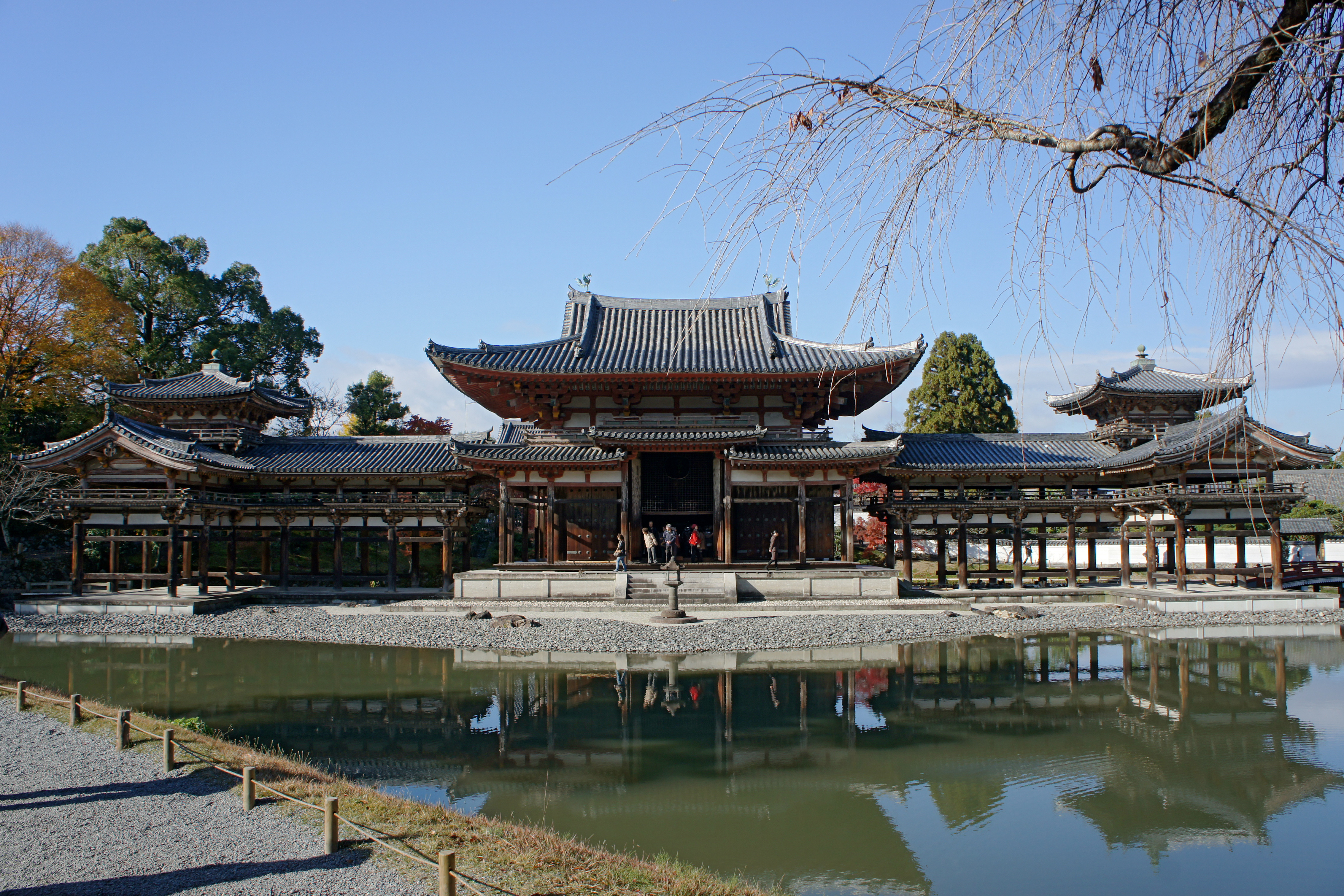
Főnix csarnok (Bjódóin)

 A Bjódóin, azaz a Főnix csarnok Udzsiban egy, a Fudzsivara-korszak idején keletkezett Amida csarnok. A keletre néző, mesterséges tavon álló építmény középső, négyzet alakú épületéhez északról és délről egy-egy L alakú, a nyugati oldalról pedig egy egyenes folyosó csatlakozik. A csarnokban egy lótusztalapzaton ülő, lakkozott és aranyozott Amida Buddha szobor található, mely Dzsócsó műve, aki népszerűvé tett egy olyan kínai technikát, amelynek lényege, hogy kisebb, megmunkált darabokból állítanak össze egy nagyobb szobrot. Ez kevesebb szabadságot adott egy-egy szobrásznak a részletek kidolgozása terén, de ugyanakkor rá is kényszerítette őket, hogy megtanulják e határok között kifejezni magukat. Amellett, hogy így jóval letisztultabb szobrok készültek, lehetőség volt arra, hogy egyszerre több segéd is dolgozzon ugyan azon a szobron, ami jelentősen felgyorsította a munkafolyamatot, így a mesternek maradt a tökéletesítés. Nem utolsósorban a technika rendszerezett arányok használatához vezetett, mivel ez felgyorsította a munkafolyamatot és az elkészült mű megformálását. A csarnokban továbbá fehér falakra erősített, 52 kis bodhiszattva szobor látható, illetve az úgynevezett jamato-e, azaz „japán stílusú festészet” egy korai alkotása, mely az amidista mennyországot ábrázolja, ugyanakkor a Nyugat-Japánra jellemző táj is felismerhető benne.
Dzsócsó stílusa és a munkamegosztás elképzelése is hamar népszerűvé vált a szobrászok körében, s Japánban a következő 150 évben egyre többen igyekezték iskolájának stílusát átvenni, ameddig a japán szobrászat meg nem újult a Kamakura-korban.

## Kamakura-kor
Japánban a 12. század végén számos polgárháború dúlt a rivális családok egymásnak feszülése végett, amely a feudalista Kamakura-bakufu/Minamoto-sógunátus megalakulásához vezetett. A győztes Minamoto család politikai központjaként Kamakurát jelölte ki, innen ered a sógunátus és a korszak neve is. A császár Kiotóban maradt, de csak bábként, s a tényleges hatalom a sógunátus kezébe került. A korszakban Japán ismét felvette kulturális kapcsolatait Kínával, és a japán buddhizmus két leghangsúlyosabb ágává a zen buddhizmus, és a Tiszta Föld buddhizmus erősödött.
A Kamakura pártfogókhoz közelebb álltak a realisztikus és naturalista szemlélet módok a művészet terén, amit a buddhista szobrászaton belül a Kei iskola testesített meg. Az iskola fejlődésére erőteljes hatással volt Dzsócsó, Kakudzsó, és fia, Raidzsó művészete. Hármukat szokták az iskola alapítóinak nevezni, de meg kell jegyezni, hogy a Kei iskola Unkei és Kókei mesterek nélkül nem alakult volna meg 1200 körül.

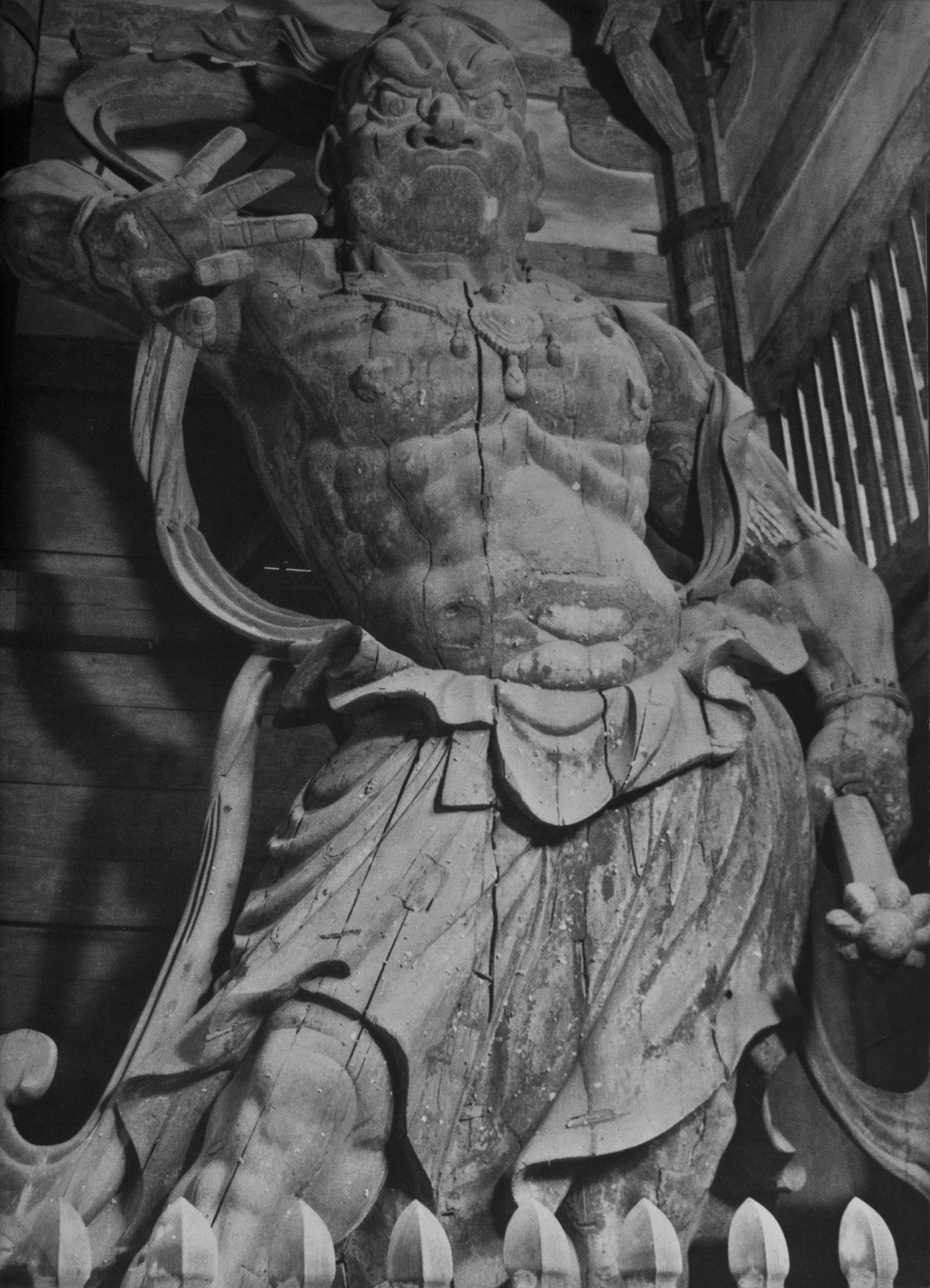
Kongórikisi

A korszak legismertebb és elismertebb szobrászának Unkei mestert tekintik. Az ő nevéhez köthető a Tódaidzsi bejáratát védő két, hatalmas Kongórikisi szobor, valamint a Kófukudzsiben található indiai papok, Mudzsaku és Szesin szobrai is, melyek már egy új, portré-jellegű, realisztikus ábrázolásmódot jelenít meg a szobrászatban. Mindkét életnagyságú szoboralak papi öltözéket visel, amely realisztikusan keretezi testüket, s minden szögből tökéletesen meg vannak munkálva. Mudzsaku ábrázolásában egy vékony férfit láthatunk, aki valamilyen szent, szövetbe csavart tárgyat kezel. Arcvonásai megfontoltságot és kimértséget tükröznek. Szensin ellenben úgy tűnik, mintha egy beszélgetés közben lenne épp megörökítve, amiben gesztikulálással erősít szavaira. Egész alakja ellensúlyozza a komoly Mudzsakut.
A Genpei-háború során 1180 és 1185 között Nara és Kiotó prefektúra számos városa elpusztult, s a Kei iskolának adatott meg, hogy Nara legnagyszerűbb templomait, a Kófukudzsit és a Tódaidzsit renoválják. A törekvés vezéralakja Csógen szerzetes volt, aki háromszor is járt Kínában az ottani szobrászat vizsgálatának céljából. A Tódaidzsi restaurációja több generáción átívelő esemény volt, mely nagyjából 1180-tól 1212-ig tarthatott, és amelynek során számos elemet átemeltek a kínai Tang és Szung stílusokból, miközben igyekeztek hűek maradni a hagyományokhoz.
A Kamakura-kor legnépszerűbb festményei a felemelkedő Amida Buddhát ábrázolják. A Tiszta Föld buddhizmusának alaptétele, hogy mindössze Amida nevének ismételgetésével is lehetséges a reinkarnáción keresztül eljutni a Tiszta Földre, így a haldokló szobájának falára Amida buddhát ábrázoló tekercseket tettek, hogy az Amida mantra ismételgetésének segítségével megmenthesse magát.
Ebben a korban új buddhista rendek is megjelentek, név szerint a kegon és a nicsiren buddhizmus, melyek népszerűvé is váltak. Ezektől a rendektől számos különböző műfajú festmény származott a Kamakura-korban, többek között a Szuidzsako festmények is, amelyek megpróbálták megbékíteni a buddhizmust és a sintót azáltal, hogy a sintó istenségeket Buddha korai manifesztációjaként ábrázolták. Az olyan munkák, mint a Kagon Engi Emaki – mely könyv azért készült, hogy a bonyolult kínai karakterek megértését segítse illusztrációk segítségével – népszerűbbé váltak az egyszerű emberek körében. Az Emakimono, azaz tekercsképek szintén arra szolgáltak, hogy Buddha életét, és a fontos buddhista vezetők történeteit meséljék el.

## Muromacsi-kor
A Muromacsi-korban – más néven Asikaga-kor – erős változások érték a japán kultúrát. Az Asikaga család kezébe került a sógunátus, akik Kiotó Muromacsi körzetébe helyezték hatalmi központjukat. A kormány tehát visszatért a fővárosba, s ezzel egyetemben a Kamakura-korra jellemző népszerűsítő irányzatok végükhöz értek, és egy új, arisztokratikus és elitista jellegű kulturális vonal jelent meg. A korszakban tovább nőtt a zen buddhizmus népszerűsége is, főként a szamurájoknak köszönhetően, akik nagyra becsülték az olyan, zen által közvetített értékeket, mint az önfegyelem, a koncentráció, és önmagunk fejlesztése.
A Kamakurában és Kiotóban épülő hatalmas zen kolostorok szintén jelentős hatást gyakoroltak a vizuális művészetekre. A zen templomokon keresztül számos festmény és művészeti tárgy került Kínából Japánba, amelyek formálni kezdték a zen templomoknak és a sógunátusnak alkotó japán művészek stílusát. Az így importált alkotások nem csak a festmények témáit, de a színek használatát is megváltoztatta. A Jamato-e élénk, erőteljes színei helyett a Kínából származó szuibokuga, vagy szumi-e, azaz a tusfestés vált népszerűvé, mely szinte csak fekete festéket használt.

„Olvasás egy Bambuszligetben”

Az új szumi-e stílust alkalmazó első festő egy rinzai pap, Szessú Tójó volt, aki Kínába utazott, hogy a kortárs Ming festészetet tanulmányozhassa 1468 és 1469 között. Miután visszatért Japánba, számos követőt szerzett magának, és megalapította az Unkokurin iskolát. Az ide köthető Haboku festmények úgy készülnek, hogy a festő meditatív állapotban vizualizálja a képet, majd hirtelen, durva ecsetvonásokkal viszi fel a papírra a tintát, így egy absztrakt kompozíciót alkotva. A festmény impresszionista megjelenése arra szolgált, hogy a tárgy valódi természetét adja át. A szumi-e stílus sokat merített a kalligráfiából, többek közt ugyan azokat az eszközöket, stílust és a zen filozófiáját is követi. A stílus alkalmazásához a festőnek ki kell ürítenie elméjét, és egy-egy ecsetvonás előtt nem szabad sokat gondolkodnia, azaz be kell lépnie az úgynevezett musin-állapotba, amelyet Nisida Kitaró japán filozófus nevezett el, és jelentése „üres elme”. A musin köré központosul számos egyéb művészet is Japánban, mint például az íjászat, a teaszertartás, vagy akár a kardvívás is. A 14. század végére az egyszínű tájfestés (szanszuiga) támogatókra lelt az Asikaga család körében, így a zen festők között is az előnyben részesített műfajok közé tartozott, s kínai gyökereiből fokozatosan fejlődött egy japán stílussá.

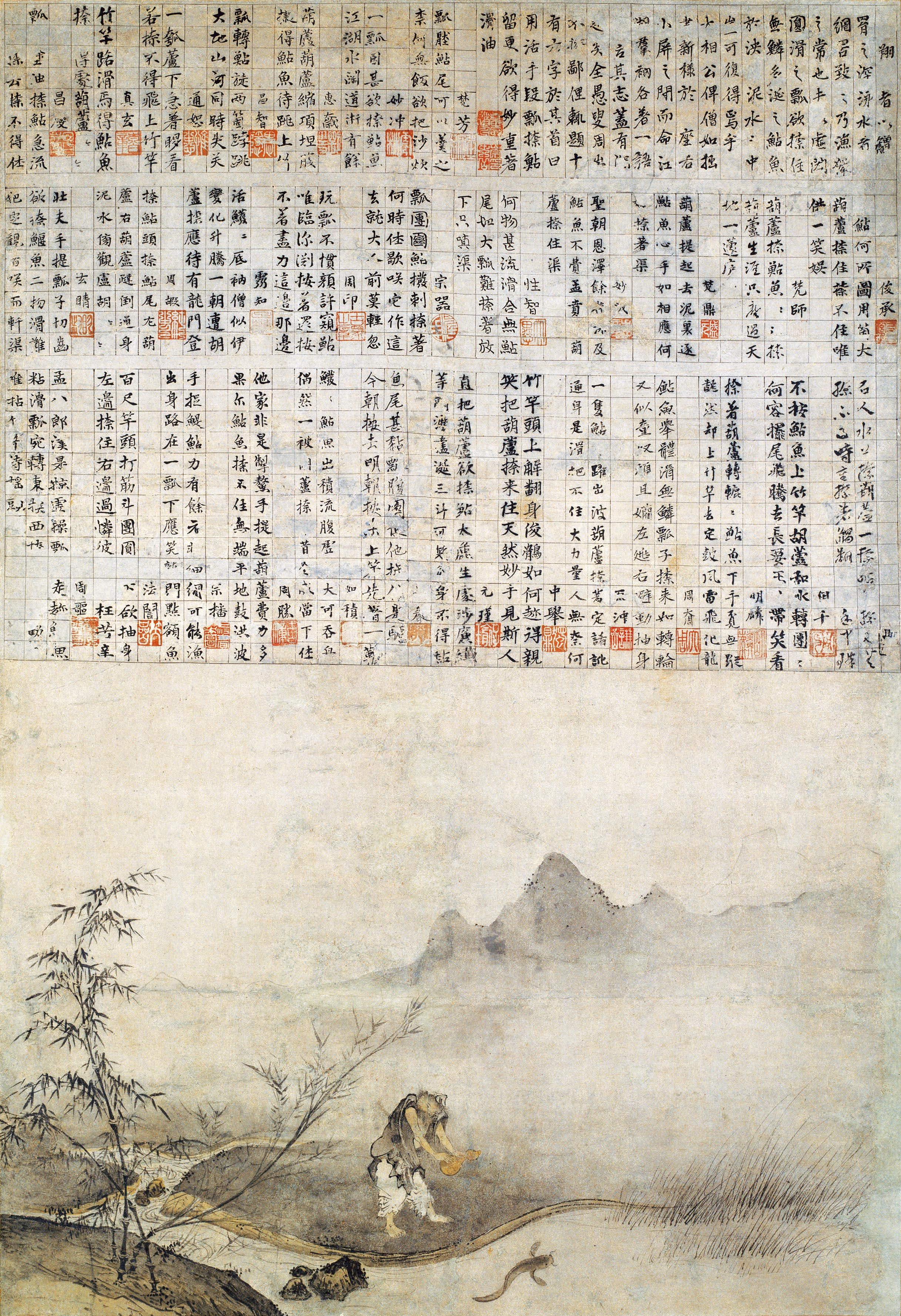
Hjónendzu

A Muromacsi-kor egy másik jelentős festője Tensó Súbun, a kiotói Sókokudzsi templom szerzetese, aki Koreába utazott és kínai festőmestereknél tanult. 1404-ben tért vissza Kiotóba, az akkori fővárosba. Sóbun az Asikaga sógunok által alapított udvari festők hivatalának igazgatója lett, s legismertebb tájképét, az „Olvasás egy Bambuszligetben”-t napjainkban a Tokiói Nemzeti Múzeumban őrzik, mint japán nemzeti kincset.
A sigadzsiku egy újabb stílus, mely a Muromacsi-korban fejlődött ki. A sigadzsiku gyökerei szintén Kínában lelhetőek fel, s lényege, hogy az adott festményt valamilyen költemény is kíséri. Híres példa a Hjónendzu tekercs, amely Kiotóban található a Mjóshindzsi templomban. A festmény egy festő szerzetes, Dzsoszecu alkotása, és összesen 31 verset mutat be, melyek a kép fölött helyezkednek el. A kép előterében egy kulacsot szorongató ember látható a folyóparton, aki épp egy harcsát igyekszik megfogni. A háttérben köd, a távolban pedig az alak mögött néhány hegycsúcs sejlik fel. A festmény a Muromacsi-kor negyedik sóguna, Asikaga Josimocsi megbízásból készült, és egy megoldhatatlan rejtvényt ábrázol.
A korszak végéhez közeledvén a tintával való festés kiszabadult a zen kolostorok falai közül, és az egész világon elterjedt, így a Kanó és Ami iskolák művészei is alkalmazni kezdték a stílust és a témáit is feldolgozták, ugyanakkor bevezették a dekoratívabb alkotásokat is, amelyek olyan stílust hoztak magukkal, ami az elkövetkezendő években népszerűvé is vált.

## Azucsi-Momojama-kor
Ebben a korban emelkedett fel a Kanó iskola, mely a japán festészet egyik leghíresebb ága. A Kanó festészeti iskola volt a domináns stílus a festészetben a Meidzsi-korig. Kanó Maszanobu alapította, aki Szessú kortársa és Súbun tanítványa volt. Súbun hivatalos festő volt a Sógun udvarában. A művészek, akik követték őt, beleértve a fiát is, javítottak a stílusán és módszerein. Fiának, Kanó Motonobunak köszönhetően vált a Kano stílus Japán fő festőiskolájává a Muromacsi-kor alatt.
Éles ellentétben a korábbi Muromacsi-korral, az Azucsi–Momojama-kort nagyszabású és sokszínű stílus jellemezte, valamint széles körben használták az arany és ezüst fóliákat, grandiózus műveken dolgozva. A Kanó iskolát többek közt Oda Nobunaga, Tojotomi Hidejosi és Tokugava Iejaszu is támogatta. Kanó Eitoku kidolgozott egy mintát monumentális tájak ábrázolására a tolóajtókon így a táj körülveszi a szobát. Ezek a hatalmas falfestmények a katonai nemesség várait és kastélyait dekorálta. Ez az állapot folytatódott a későbbi Edo-korban is, mivel a Tokugava bakufu továbbra is támogatta a Kanó iskola munkásságát, mint a Sógun, a daimjó, és a császári udvar hivatalosan elismert művészetét. A Kanó iskola felemelkedésével megkezdődött a buddhista témáktól való elmozdulás, és a támogatók egyre inkább világi jellegű témával foglalkozó festményeket kívántak palotáikban látni.
Azonban néhány festő ebben a korszakban is visszatekintett a buddhista pap-festőkre, akiknek munkája kezdetben befolyásolta a Kanó iskola stílusának alakulását. Az egyik ilyen festő Haszegava Tóhaku volt, akire hatással voltak Szessú szumi-e festményei, s kifejlesztette saját szumi-e stílusát, amely elődei minimalizmusára tekintett vissza. Tóhaku valójában annyira szerelmes volt a technikába, hogy megpróbálta elnyerni Szessú Tójó ötödik utódjának címét, de Unkoku Togannal szemben elvesztette a pert.
A Tóhaku által alapított iskolát ma Haszegava iskolaként ismert. Ez egy apró iskola volt, ahol főleg Tóhaku és fiai tevékenykedtek, de sokak szerint a Kanó iskola szellemiségét és lényegi eszményeit így is tökéletesen megragadta és tovább adta.

## Fordítás
- Ez a szócikk részben vagy egészben a Buddhist art in Japan című angol Wikipédia-szócikk fordításán alapul.  Az eredeti cikk szerkesztőit annak laptörténete sorolja fel. Ez a jelzés csupán a megfogalmazás eredetét és a szerzői jogokat jelzi, nem szolgál a cikkben szereplő információk forrásmegjelöléseként.